# 屏風ヶ滝
屏風ヶ滝（びょうぶがたき）は、福井県三方郡美浜町新庄にある落差約20メートルの滝。
雲谷山（786m）を源流とする雲谷川に位置する。国土地理院地図では「屏風ガ滝」と表記されている。滝の岩肌に不動明王の図が線彫されており、別名「不動滝」「ふどうさん」とも呼ばれている。

## 歴史
日露戦争の勝利の記念と戦没者の慰霊を目的に、明治42年（1909年）から大正4年（1915年）にかけて、滝までの遊歩道が開発整備された。宮代地区の園林寺住職の山田覚照師が山中を行脚したおり、この付近の景勝の見事さを見出したことが、遊歩道開発の契機となったという。

## 滝周辺の概況
滝までの登山道は渓流沿いに引かれており、大小のいくつかの滝のそばを進んでいくコースをとり、途中には炭焼き窯の跡や、重箱を積み重ねたような奇岩がある。滝の近くには、あずま屋が設置され、周囲の岩山には行者を祀った祠、山縣有朋が「忠魂之碑」と揮毫した岩がある。あずま屋付近には、なだらかな一枚岩を流れ落ちる「白滝」（平滝、白練の滝）があり、奥に進むと、三方が岩に囲まれた屏風ヶ滝にたどり着く。滝の岩壁には不動明王が彫られ、左隣の滝の岩壁には「十六善神」と刻まれ、「白滝」よりさらに下流の鋭く曲がりくねった滝は「竜頭の滝」と呼ばれている。

## アクセス
福井県美浜町の県道213号を新庄方向へ南下すると、関西電力の嶺南変電所に着く。案内標識に従い農道を進むと突き当りに案内地図が設置された駐車スペースがある。登山道を進むこと約40分程度で滝近くのあずま屋に到着する。

## ギャラリー

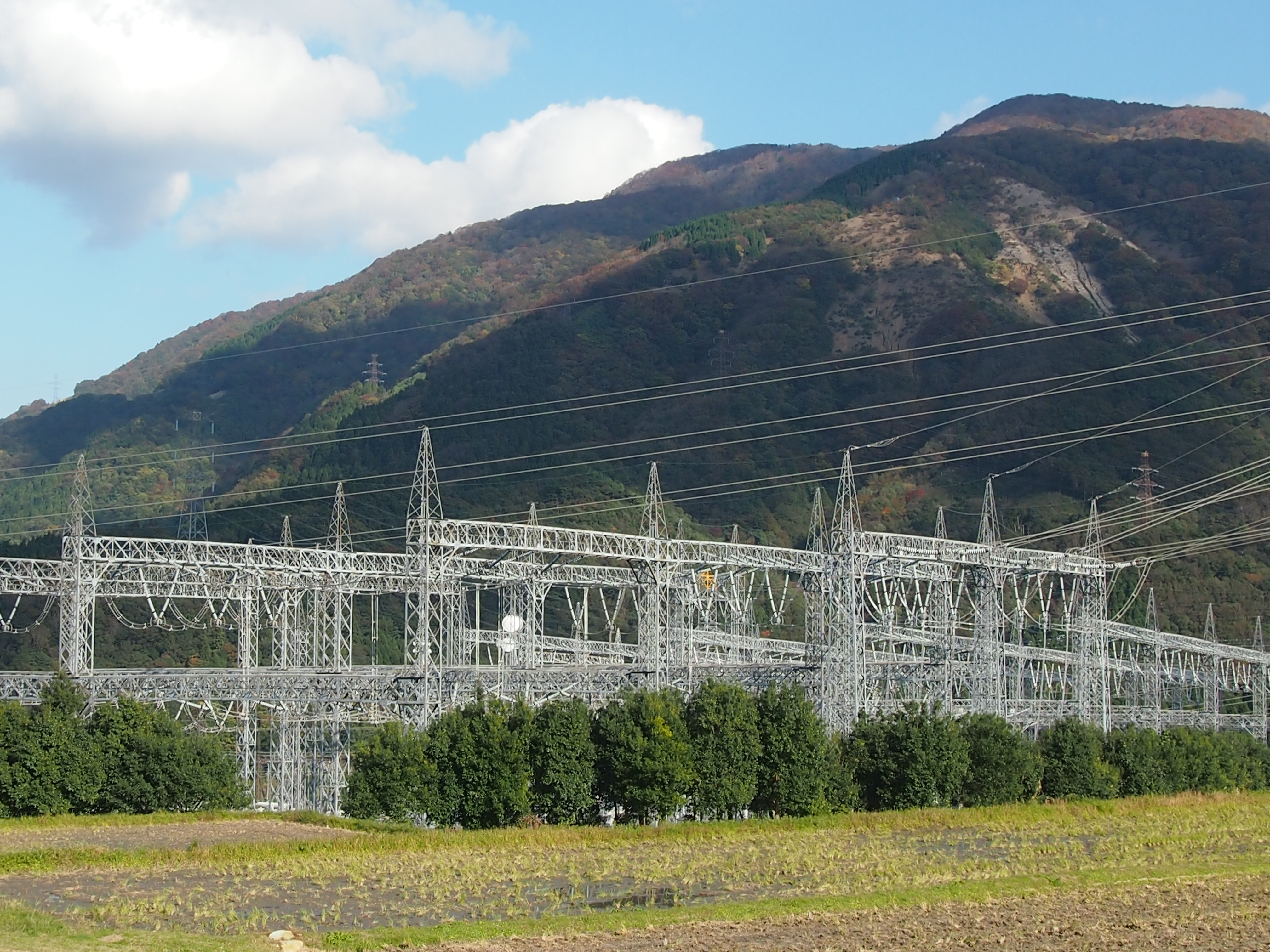
嶺南変電所
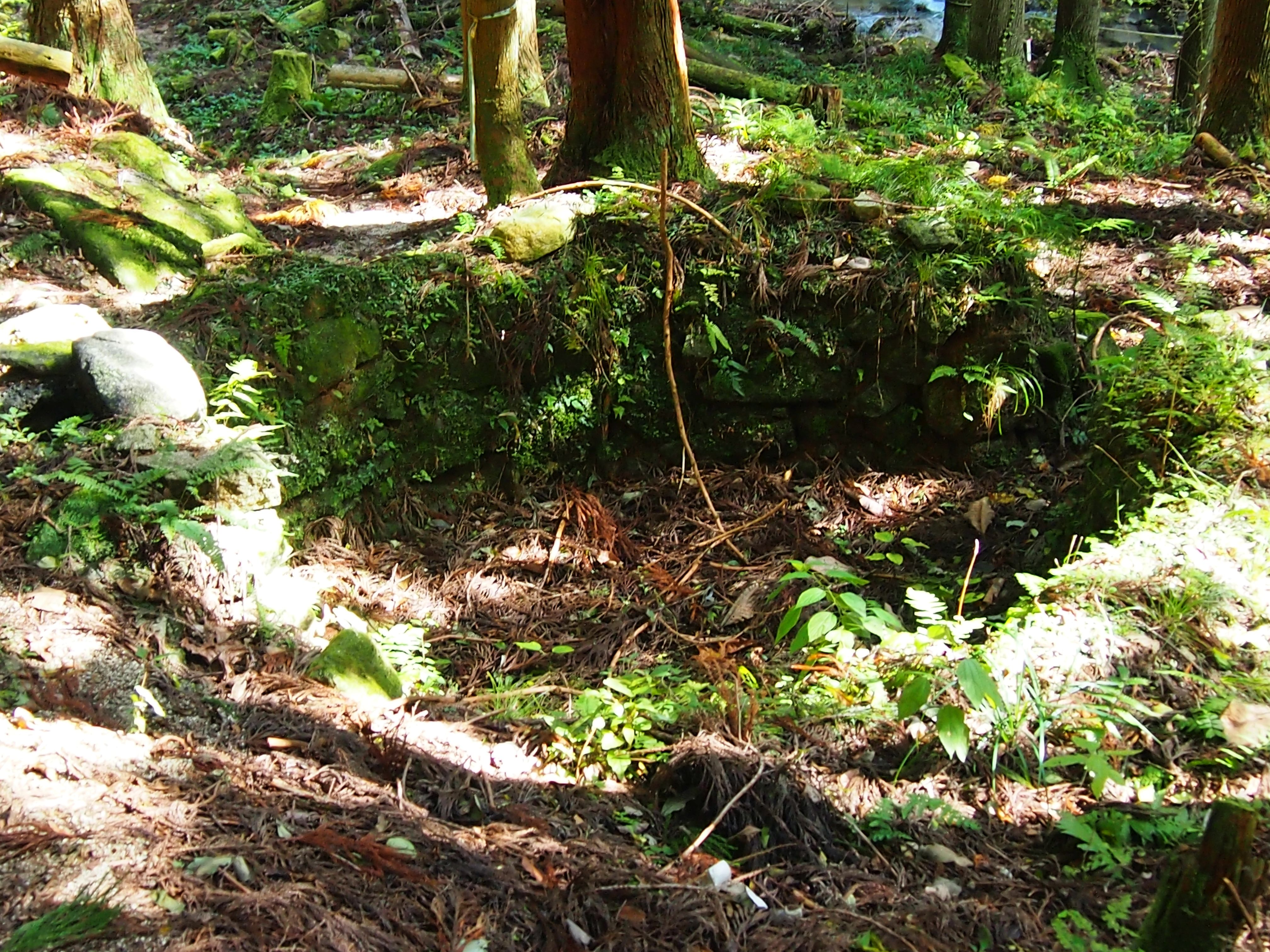
登山道途中の炭焼き窯跡
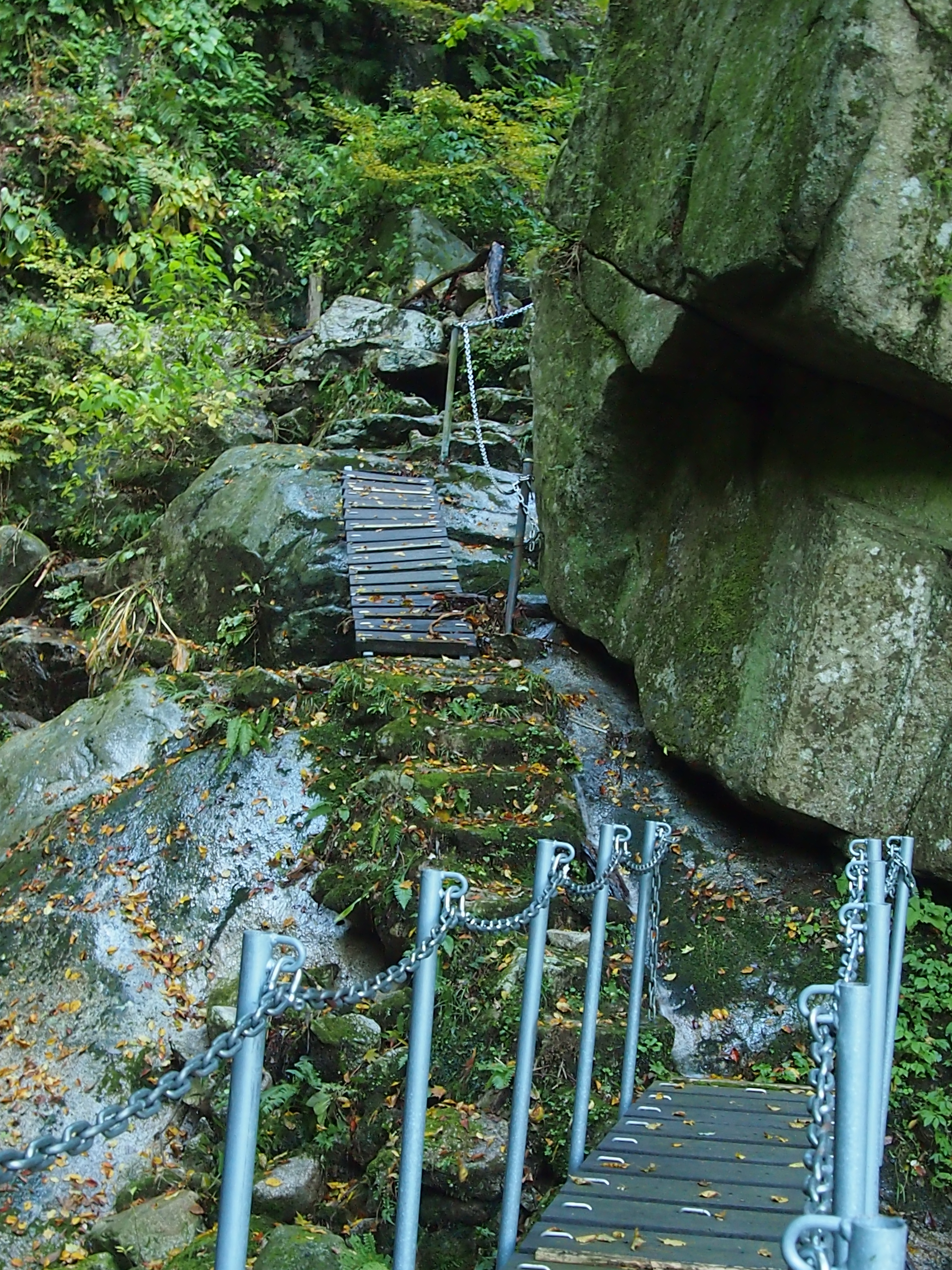
滝への登山道
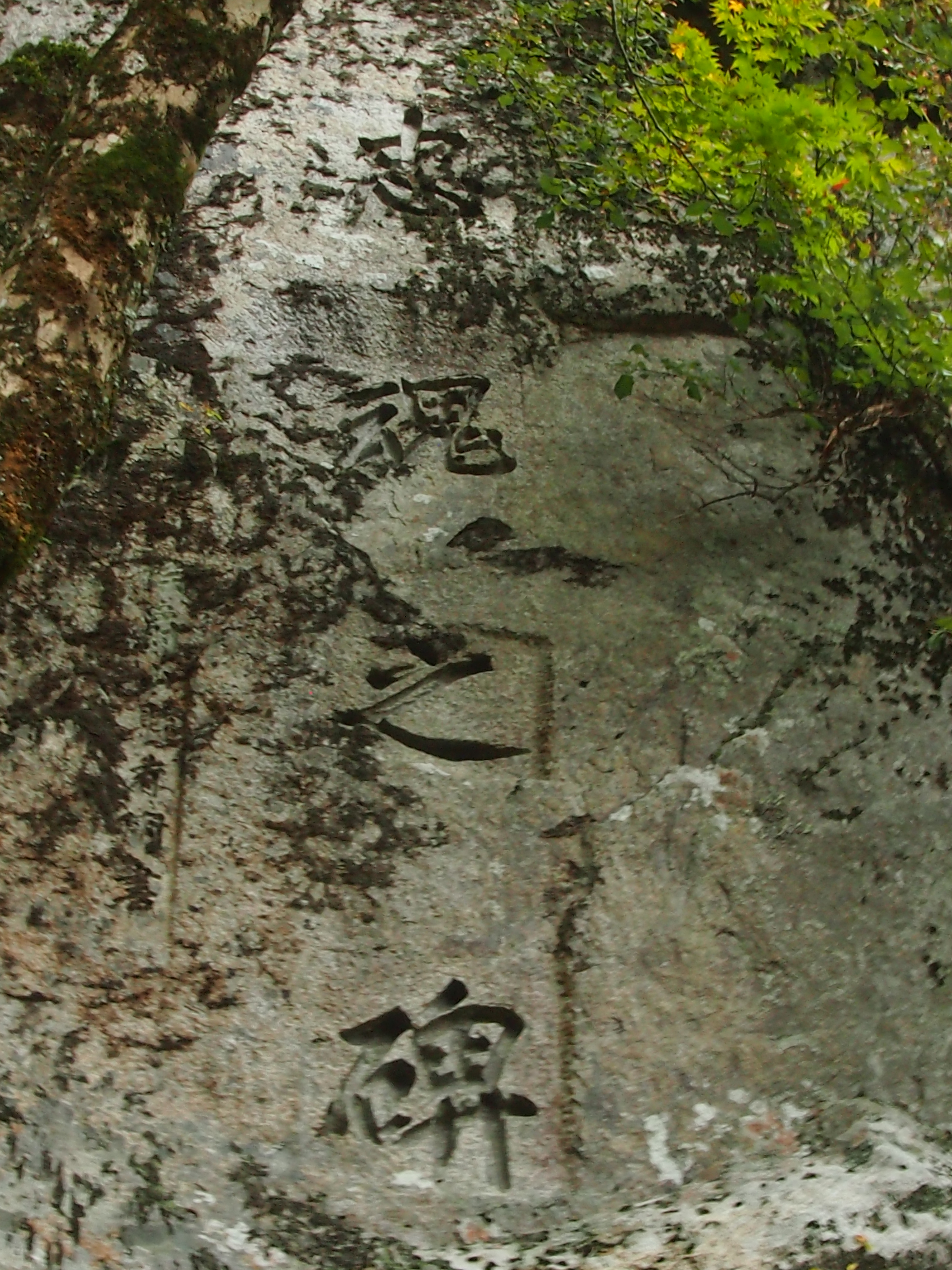
忠魂之碑、山県有朋の書
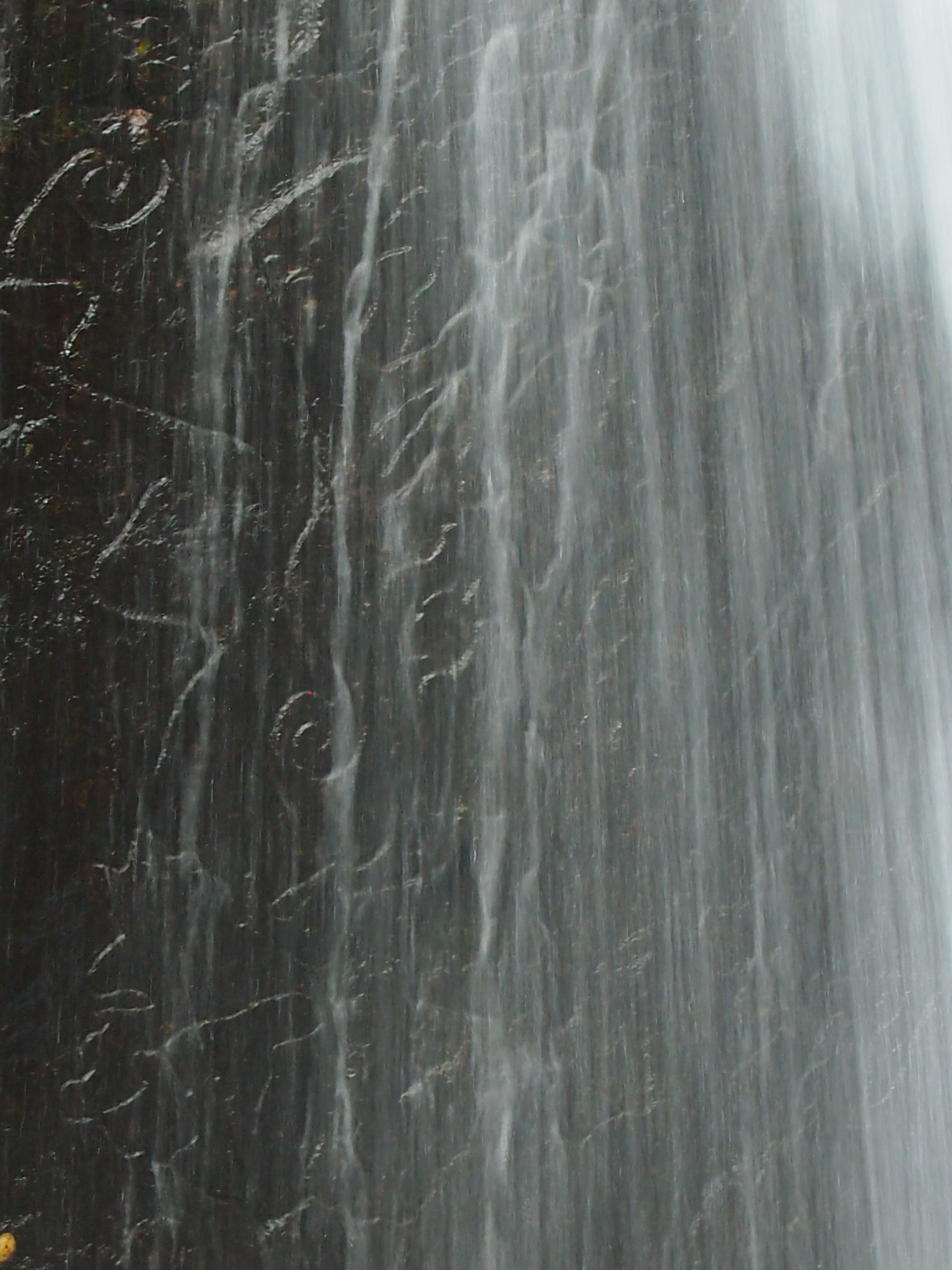
滝岩壁の不動明王の線彫り